# Ельмар Мамед'яров
Ельмар Магеррам огли Мамед'яров (азерб. Elmar Məmmədyarov; нар. 2 липня 1960) — азербайджанський державний діяч і дипломат. Міністр закордонних справ Азербайджану з 2004 до 2020 року.

## Біографія
Народився 2 липня 1960 року в місті Баку. У 1982 закінчив Київський державний університет ім. Т.Шевченка, факультет міжнародних відносин і міжнародного права. Кандидат історичних наук (1991). Володіє російською, англійською мовами.
З 1982 до 1988 — 2-й, 1-й секретар у Міністерстві закордонних справ Азербайджанскої РСР.
З 1989 до 1990 — навчався в Центрі планування зовнішньої політики при Браунівському університеті.
З 1991 до 1992 — завідувач відділу державного протоколу Міністерства закордонних справ Азербайджану.
З 1992 до 1995 — 1-й секретар постійного представництва Азербайджану в ООН.
З 1995 до 1998 — очолював Управління міжнародних організацій Міністерства закордонних справ Азербайджану.
З 1998 до 2003 — радник посольства Азербайджану в США.
З 2003 до 2004 — Надзвичайний і Повноважний Посол Азербайджану в Італії.
З 2004 до 2020 — Міністр закордонних справ Азербайджану.

## Нагороди
- орден «За заслуги» І ступеня (Україна, 2006)[3]